# Margraviat d'Autriche
976–1156
Entités précédentes :
- Marche de Pannonie (marche du Duché de Bavière

Entités suivantes :
- Duché d'Autriche

Le margraviat d'Autriche (en latin : marcha orientalis ; Ostarrīchi en vieux haut-allemand) est une région historique du Saint-Empire romain germanique. La marche, sous l'administration de la maison de Babenberg, située sur les rives du Danube à l'est du duché de Bavière, fut établie par l'empereur Otton II en 976 ; en 1156 elle allait conduire au duché d'Autriche, l'origine des territoires héréditaires des Habsbourg.

## Étymologie
La plus ancienne mention écrite d'Ostarrichi, duquel naîtra plus tard le nom allemand Österreich (Autriche), se trouve dans un acte établi à Bruchsal en Franconie le 1er novembre 996. Cet acte traite d'une donation d'un territoire de 950 hectares de domaines par l'empereur Otton III à Gottschalk de Hagenau, évêque de Freising. Ce territoire se situe dans la « région communément appelée Ostarrichi » (regione vulgari vocabulo Ostarrichi, expression qui désigne probablement la région autour du manoir de Neuhofen an der Ybbs (in loco Niuuanhova dicto) dans l'actuelle Basse-Autriche. De nos jours, cet acte se trouve dans les archives de la Bavière à Munich.
Depuis le IXe siècle, le terme est également utilisé pour désigner la « marche de l'Est » (cf. Austri et Austrasie, terme qui sera repris pendant la période nazie sous l'appellation Ostmark), notamment dans les écritures d'Otfried de Wissembourg vers 870; il ne faut cependant pas traduire rīchi par Reich (« empire ») mais plutôt par territoire défini. Donc Ostarrīchi était probablement une région définie à l'est, une marche à la frontière de l'est pour faire face aux dangers menaçant les royaumes francs, liés aux incursions des Avars et, plus tard, des Magyars. 
S'agissant de l'origine du nom, il existe des conceptions diverses : bien qu'il soit largement accepté que l'appellation, de même que Niuuanhova, provient de la propre langue des Bavarii, le vieux bavarois, le linguiste Otto Kronsteiger avance une autre théorie, celle d'une origine slave, dérivée du mot ostarik qui signifie « mont raide » (en slovène : ostra gora) dans la langue des Carantaniens. L'hypothèse d'une relation avec la déesse Éostre (Ostara), apparue au XIXe siècle, est aujourd'hui largement rejetée.

## Historique

### Marcha orientalis
Déjà à l'époque du premier duché de Bavière, sous le règne du duc Tassilon III, les forces franques ont lutté contre les Avars de Pannonie ; en 788, Tassilon lui-même a été destitué par Charlemagne sous l'accusation de collaboration avec l'ennemi. Selon certaines sources, l'abbaye de Saint-Hippolyte à Sankt Pölten aurait été fondée en 791 par le missus dominicus Ottokar et son frère Adalbert. La même année, Charlemagne a commencé sa première expédition contre les Avars, le point de départ d'une série de campagnes menées par les Francs jusqu'en 805, qui aboutissent à la soumission du khanat. Charlemagne ne conserve que la partie occidentale de leur empire, située le long du Danube entre l'Enns et la Raab, et en fait, sous le nom d'Avarie, une marche de l'Empire carolingien. À partir de 796, le territoire conquis fut administré par son beau-frère Gérold, préfet de la Bavière.
Au IXe siècle, les préfets de la marche de l'Est résidaient dans le château fort de Lorch (Lauriacum) sur l'Enns ; la colonisation germanique s'est fortement poursuivie sous le règne du roi Louis II et de son fils Carloman de Bavière. Louis a fait la guerre à Ljudevit Posavski, prince de Pannonie ; lors de la Diète d'Empire en 828, il a finalement dissous les restes du khanat des Avars annexant les domaines de Szombathely (Savaria) au sud-est. La marche a de nouveau été sous pression lors de la création de la Grande-Moravie au nord sous la domination du prince Mojmír Ier en 833. En 839, Louis II a transmis les territoires de la nouvelle principauté du Balaton en Basse-Pannonie à Pribina, jusqu'alors prince de Nitra qui était expulsé de son pays par Mojmír de Moravie. Par le traité de Verdun conclu en 843, tous les domaines bavarois sont devenus une partie du royaume de la Francie orientale. En 882, le troupes du prince Svatopluk Ier de Grande-Moravie, en conflit avec le margrave Arnulf de Carinthie, ont dévasté les domaines sur le Danube.
Entre-temps, un nouveau risque sérieux est survenue, celui des invasions des Magyars. En 893, Arnulf de Carinthie, à ce moment-là roi de Francie orientale, a nommé le comte bavarois Léopold (Luitpold) margrave. Lorsque les Magyars envahissent le bassin du Danube, détruisant la principauté de Grande Moravie, ils mettent les Bavarois en déroute en 907 dans la bataille de Presbourg. La marcha orientalis était définitivement perdue.

### Marche d'Autriche

Les agrandissements de la marche d'Autriche à partir de 976.

Au même moment, cependant, pendant le déclin de la dynastie carolingienne, un deuxième duché de Bavière émerge. En 907, le fils du margrave Léopold, Arnulf, qui prend sa suite, est attesté comme premier duc bavarois. Les territoires bavarois à l'est du confluent du Danube et de l'Enns sont réorganisés après la victoire du roi Otton le Grand sur les Magyars à la bataille du Lechfeld en 955. Un margrave Bouchard est mentionné vers 960-962 ; il participe au soulèvement de Henri II de Bavière contre l´empereur Otton II, fils d'Otton I, à la suite de quoi ils perdent tous les deux leur titre. En 976, Otton II sépare le nouveau duché de Carinthie de la Bavière et place le margraviat d'Autriche sous l'administration du comte Léopold de Babenberg.
Les Babenberg établissent tout d’abord leur résidence à Pöchlarn, puis à Melk. Le pays est colonisé, des abbayes sont fondées (comme à Melk en 1089 et à Klosterneuburg donnée par le margrave Léopold III en 1114). Il englobe bientôt également des territoires au nord et au sud du Danube jusqu'au Wienerwald. Du terme ancien Ostarrichi découle le nom de l'Autriche en allemand moderne : Österreich. Pendant le Haut Moyen Âge, la désignation d'Osterland est également courante (pays à l’est).
En 1139 le margrave Léopold IV de Babenberg obtient le duché de Bavière, en tant que vassal du roi Conrad III. Après le décès de Léopold en 1141, ces deux pays sont gouvernés par son frère Henri II de Babenberg dit Jasomirgott (« que Dieu me vienne en aide »). Le margraviat est détaché, enfin, du duché de Bavière en l'an 1156 par le Privilegium Minus, un acte impérial promulgué par Frédéric Barberousse : pour parvenir à un nouvel équilibre entre les maisons de Hohenstaufen et Welf (guelfes et gibelins), l'empereur accorde le fief de la Bavière à Henri le Lion et, en faveur du margrave Henri Jasomirgott, forme le duché d'Autriche équivalent. Henri prend donc le titre de duc d'Autriche et ses descendants gouvernent le pays jusqu'à l'extinction de la famille en 1246. 
La république d'Autriche célèbre en 1996 la première mention d'Ostarrichi dans un acte officiel avec le slogan « Tausend Jahre Österreich » (Millénaire de l'Autriche). En 1976 avait été célébré l'avènement de [[Léopold Ier]] en tant que margrave d'Autriche.

## L'acte d'Ostarrīchi

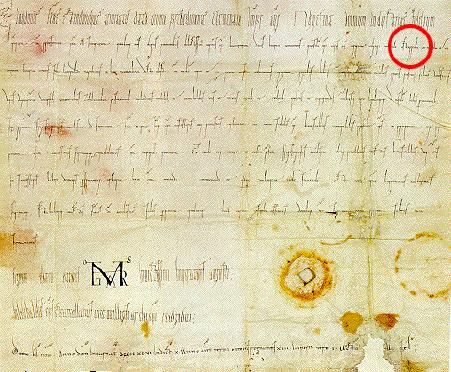
L'acte d'Ostarrichi d'Otton III (996) (le terme dOstarrichi est entouré en rouge).

In nomine sanctae et individuae Trinitatis. Otto divina preordinante clementia Imperator Augustus. Noverint omnium industriae fidelium nostrorum tam praesentium quam et futororum, qualiter nos dignis petitionibus dilectissimi nepotis nostri Baioariorum Ducis Heinrici annuentes quasdam nostri iuris res regione vulgari vocabulo Ostarrīchi in marcha et in comitatu Heinrici comitis filii Liutpaldi marchionis in loco Niuuanhova dicto, id est cum eadem curte et in proximo confinio adiacentes triginta regales hobas cum terris cultis et incultis pratis pascuis silvis aedificiis aquis aquarumve decursibus venationibus zidalweidun piscationibus molendinis mobilibus viis en inviis exitibus et reditibus quesitis et inquirendis omnibusque iure legaliterque ad easdem hobas pertinentibus super gremium Frigisingensis aecclesiae ad servicium sanctae Mariae Sanctique Christi Confessoris atque pontificis Corbiniani cui nunc fidelis noster Kotascalus venerabilis presidet episcopus, in proprium atque perpetuum usum concessimus firmiterque tradidimus nostra imperiali potentia, eo modo eoque tenore ut eadem praefata Frigisingensis aecclesia idemque praelibatus antistes Kotascalhus atque omnes sui successores libero deinceps perfruantur arbitrio haec omnia tenendi commutandi et quidquid voluerint inde faciendi. Et ut nostrae largitionis auctoritas firmior stabiliorque cunctis sanctae dei aecclesiae filiis perpetim credatur, hanc cartam inscribi iussimus anuloque nostro signatam manu propria subtus eam firmavimus. Signum Domni Ottonis Invictissimi Imperatoris Augusti. Hildibaldus Episcopus et cancellarius vice Uuilligisi archiepiscopi recognovi. Data kal. nov. anno dominicae incarnationis DCCCCXCVI, indictione X, anno autem tertii Ottonis regnantis XIII, imperii vero I ; actum Bruochselle, feliciter.

## Sources
- (de) Cet article est partiellement ou en totalité issu de l’article de Wikipédia en allemand intitulé « Ostarrîchi » (voir la liste des auteurs).
- (de) Anna Maria Drabek, Die Ostarrichi-Urkunde, Neuhofen an der Ybbs, 2001.
- (de) Gottfried Glechner, Von Ostarrichi zu Österreich, Steyr, 1996.
- (de) Heinz-Dieter Pohl, Ostarrîchi – Österreich – Ostmark. Über die enge Verknüpfung von historischer Namenkunde und Geschichte, Vienne, 1999.
- (de) Peter et Barbara Schubert, Ostarrichi - Österreich vor 1000 Jahren, Mayer, Vienne, 1996.
- (de) Georg Scheibelreiter, Ostarrichi - Das Werden einer historischen Landschaft, Sacrum Imperium, Vienne, 1996.
- (de) Alfred Stirnemann (dir.), 1000 Jahre Ostarrîchi - seine christliche Vorgeschichte, Tyrolia, Innsbruck et Vienne, 1997.

### Sites internet
- (de) Ostarrichi dans l'encyclopédie autrichienne AIEOU
- (de) Acte d'Ostarrichi et traduction